# Schmierinfektion
Eine Schmierinfektion ist ein Begriff aus der Hygiene und bezeichnet eine Übertragung von Krankheitserregern durch Berührung eines Objektes oder Lebewesens. Dabei unterscheidet man die direkte Kontaktinfektion, etwa bei Hautkontakt mit einem infizierten Menschen oder Tier, und die indirekte Kontaktinfektion bei der Berührung von mit Krankheitserregern kontaminierten Gegenständen.

## Direkter Übertragungsweg
Bei Haut- bzw. Schleimhautkontakt können Erreger direkt in die Eintrittspforte dringen, beispielsweise beim Küssen und bei sexuellen Handlungen. Ebenso gelten die Tröpfcheninfektion und eine Übertragung während der Schwangerschaft von der Mutter auf das Ungeborene als direkte Ansteckung; letztere sind aber keine Schmierinfektionen.

## Indirekter Übertragungsweg
Die Erreger gelangen über mit ihnen kontaminierte Vehikel wie Lebensmittel, Gegenstände oder das Trinkwasser von Mensch zu Mensch. Bei einer endogenen Übertragung stammen die Krankheitserreger vom eigenen Körper. Ansteckungsursache ist meist mangelndes hygienisches Verhalten: Durch unbewusste Berührung von Nase, Mund oder Augen gelangen infektiöse Keime über die Schleimhäute in den menschlichen Organismus; ebenso besteht bei medizinischen Eingriffen das Risiko, dass Mikroorganismen verschleppt werden, zum Beispiel beim Legen eines Katheters. Eine solche Übertragung wird weitgehend verhindert, wenn die Maßnahmen der Basishygiene eingehalten werden.
Anders verhält es sich bei der indirekten Übertragung durch sogenannte Vektoren wie Stechmücken oder Zecken, da hier nur Insektenabwehrmittel bzw. entsprechende Impfungen vorbeugend wirken.

## Beispiele
Bestimmte Mikroorganismen bzw. Krankheitserreger werden vor allem über Schmierinfektion übertragen (Auswahl):
Bakterien
- Chlamydia trachomatis[3]
- Clostridioides difficile
- Staphylococcus aureus
- EHEC
- Vancomycinresistente Enterokokken

Parasiten
- Krätzmilben

Pilze
- Aspergillose

Viren
- Adenoviren
- Hepatitis-A-Virus
- Herpes-simplex-Viren
- Humanes Metapneumovirus
- Humane Noroviren
- Poliovirus
- Rotavirus

Beim Coronavirus SARS-CoV-2 wird nicht ausgeschlossen, dass es durch Schmierinfektion übertragen werden kann.